# فينيسيو
 فينيسيو (بالفرنسية: Vénissieux)‏ هي بلدية فرنسية في متروبوليس ليون، في منطقة أوفيرن-رون ألب، في شرق فرنسا.

## توأمة
لفينيسيو اتفاقيات توأمة مع كل من:
- نوفي يتشين
- Joal-Fadiouth [الإنجليزية]‏
- هوايان (1 يوليو 1988 -)

## أعلام
- فريديريك باتويلارد
- جوزيف-ديزيريه جوب
- ألان كافيليا
- لويس بيير فرنسيس مالكوم دراموند
- فلورنس فروستي
- بول لاكومب